# (55638) 2002 VE95
2002 في إي 95 (ويعرف أيضًا باسم (55638) 2002 في إي 95 وفق تسمية الكوكب الصغير) (بالإنجليزية: 2002 VE95)‏ هو كويكب ضمن حزام الكويكبات؛ وترتيبه 55638 من حيث الاكتشاف.
اكتُشف هذا الجُرم الفلكي بواسطة تعقب الأجرام القريبة من الأرض في 14 نوفمبر 2002.

## وصلات خارجية
- (55638) 2002 VE95 في قاعدة بيانات مختبر الدفع النفاث لأجرام النظام الشمسي الصغيرة

- الاكتشاف · مخطط المدار ·  العناصر المدارية · المعلمات المادية

- (55638) 2002 VE95 على موقع ويكي سكاي: DSS2, SDSS, GALEX, IRAS, Hydrogen α, X-Ray, Astrophoto, Sky Map, Articles and images